# Katrina Young
Katrina Young (Shoreline, 10 gennaio 1992) è una tuffatrice statunitense.

## Palmarès
- Mondiali

Gwangju 2019: bronzo nel sincro 10m e nella gara a squadre.
Budapest 2022: argento nel sincro 10 m